# Piaractus orinoquensis
El morocoto o cachama blanca (Piaractus orinoquensis) es una especie del género de pez Characiformes de agua dulce Piaractus, perteneciente a la familia de los serrasálmidos. Habita en ambientes acuáticos tropicales en la parte septentrional de Sudamérica.

## Taxonomía
Descripción original
Esta especie fue descrita originalmente en el año 2019 por los ictiólogos María Doris Escobar-Lizarazo, Rafaela P. Ota, Antonio José Machado-Allison, Juana Andrade-López, Izeni P. Farias y Tomas Hrbek.
Localidad tipo
La localidad tipo referida es: “Laguna La Raya, en las coordenadas: 08°07′N 67°37′O / 8.117, -67.617, caño Falcón, río Portuguesa, cerca de Camaguán, Estado Guárico, Venezuela”.
Holotipo
El ejemplar holotipo designado es el catalogado como: ANSP 163570; se trata de un espécimen que midió 150,2 mm de longitud estándar. Fue capturado por B. Chernoff y J. Lundberg el 22 de enero de 1988. Se encuentra depositado en la colección de ictiología de la Academia de Ciencias Naturales de Filadelfia (ANSP), ubicada en la ciudad homónima, Estados Unidos.
Etimología
Etimológicamente, el término genérico Piaractus se construye con palabras del idioma griego, en donde: piar significa ‘obeso’, ‘sector con grasa en un cuerpo’ y aktos es ‘que lleva’. El epíteto específico orinoquensis es un topónimo que refiere a la hoya hidrográfica de la cual este pez es endémica: la cuenca del Orinoco.
Historia taxonómica y relaciones filogenéticas
Tradicionalmente, las poblaciones de Piaractus orinoquensis eran consideras como pertenecientes a Piaractus brachypomus, taxón de amplia distribución en la cuenca amazónica, de la cual pasó a ser un endemismo. Ya en el año 2015 se había demostrado que la población del Orinoco representaba una entidad biológica distinta respecto a la amazónica, de la cual había divergido hace aproximadamente 2,54 Ma, siguiendo ambas desde ese momento trayectorias evolutivas independientes entre sí.

## Caracterización y hábitos
Piaractus orinoquensis se distingue de las otras dos especies del género Piaractus por tener la cabeza y el hocico relativamente más pequeños, el cuerpo más comprimido, menor número de series de escamas por encima y por debajo de la línea lateral, menor número de escamas de la línea lateral (rasgo cuantificable solo en promedio) y caracteres moleculares diagnósticos, obtenidos mediante el análisis de secuencias del citocromo c oxidasa subunidad I (COI).
Es un pez robusto, de forma ovoide y aplanado lateralmente, con aspecto similar al de una piraña, sin embargo presenta una dentición distinta, al tener una dieta omnívora, en la que están incluidos los frutos, además de crustáceos, insectos, moluscos, peces, etc. Presenta hábitos migratorios relacionados con su reproducción.

## Distribución geográfica y hábitat
Esta especie es nativa de la cuenca del río Orinoco, distribuyéndose ampliamente por la misma, en biotopos de aguas tropicales correspondientes a Colombia y Venezuela.

## Utilización por el ser humano
La carne de Piaractus orinoquensis es calificada de exquisita, razón por la cual es objeto de pesquería comercial. Esta característica, sumada a la facilidad con que se adapta a vivir en cautiverio y su elevada tasa de crecimiento, lo han transformado en una especie clave en los emprendimientos piscícolas de Colombia y Venezuela, explotándose tanto en su forma pura como también mediante el híbrido que se origina de su cruce con la cachama negra (Colossoma macropomum), en donde se consigue un producto fértil, permitiendo un nuevo cruzamiento de este con alguna de sus especies progenitoras, lo que puede afectar a las poblaciones silvestres de ambas, si se producen escapes de individuos híbridos al medio natural.